# Tranh chấp lao động tại Hollywood 2023
Kể từ ngày 2 tháng 5 năm 2023, hàng loạt vụ tranh chấp lao động đã và đang diễn ra trong ngành công nghiệp điện ảnh và truyền hình Hoa Kỳ, chủ yếu tập trung vào các cuộc đình công của Hiệp hội Nhà văn Hoa Kỳ và SAG-AFTRA. Đây là lần thứ hai có hai liên đoàn lao động ở Hollywood đình công đồng thời — lần đầu tiên xảy ra vào năm 1960 – dẫn đến việc giới truyền thông sử dụng thuật ngữ "Hollywood double strike" (Đình công kép tại Hollywood) trong các bản tin của họ.
The New York Times dự đoán rằng với sự tham gia của liên minh diễn viên, "người xem có thể nhận thấy tác động của cuộc đình công kép trở nên rộng rãi hơn trong vòng vài tháng tới". Cả hai vụ tranh chấp lao động đều gây ra sự gián đoạn lớn nhất trong lịch sử đối với ngành công nghiệp điện ảnh và truyền hình Mỹ kể từ khi đại dịch COVID-19 bùng phát.

## Các vấn đề chính
Các vấn đề chính gây ra xích mích giữa các hãng phim và diễn viên ở cả hai liên minh là quyền sở hữu trí tuệ, tính toàn vẹn của nghệ thuật, thiếu bồi thường tài chính từ các dịch vụ phát trực tuyến và những phát triển mới của trí tuệ nhân tạo.

## Tuyên bố đình công

### Cuộc đình công của Hiệp hội Nhà văn Hoa Kỳ
Cuộc đình công của Hiệp hội Nhà văn Hoa Kỳ năm 2023 là một cuộc tranh chấp lao động đang diễn ra giữa Hiệp hội Nhà văn Hoa Kỳ (WGA) — đại diện cho 11.500 nhà biên kịch — và Liên minh các nhà sản xuất điện ảnh và truyền hình (AMPTP). Tranh chấp bắt đầu lúc 12:01 sáng (giờ PDT) vào ngày 2 tháng 5 năm 2023. Cuộc đình công gây ra sự gián đoạn lớn nhất đối với hoạt động sản xuất phim và truyền hình Hoa Kỳ kể từ đại dịch COVID-19 vào năm 2020, cũng như là cuộc đình công lao động lớn nhất của WGA đã biểu diễn kể từ cuộc đình công 2007–08.

### Cuộc đình công của SAG-AFTRA
Cuộc đình công của SAG-AFTRA năm 2023 là cuộc đình công lao động đang diễn ra giữa các thành viên trong liên đoàn lao động SAG-AFTRA (Nghiệp đoàn Diễn viên Màn ảnh – Liên đoàn Nghệ sĩ truyền hình và phát thanh Hoa Kỳ) và AMPTP. Cuộc đình công bắt đầu vào nửa đêm (giờ PDT) ngày 14 tháng 7 năm 2023, sau khi ban giám đốc quốc gia của SAG-AFTRA tổ chức bỏ phiếu thông qua cuộc đình công. Cuộc đình công đánh dấu lần đầu tiên các diễn viên khởi xướng tranh chấp lao động kể từ cuộc đình công năm 1980 của họ.

## Phản ứng trước các cuộc đình công
Hiệp hội Đạo diễn Hoa Kỳ, Hiệp hội Nhà sản xuất Hoa Kỳ, Hiệp hội Công bằng Diễn viên, UNITE HERE Local 11, Hiệp hội Công bằng Diễn viên Anh, International Brotherhood of Teamsters, Liên đoàn Nhạc sĩ Hoa Kỳ, Hollywood Basic Crafts, Liên minh Quốc tế Nhân viên Sân khấu, Hiệp hội Nhà văn miền Đông Hoa Kỳ và Liên minh Nghệ sĩ Điện ảnh, Truyền hình và Phát thanh Canada đều đưa ra tuyên bố ủng hộ sau khi SAG-AFTRA tuyên bố ý định tham gia đình công cùng WGA. Vox tuyên bố rằng tình đoàn kết được thể hiện đối với những người đình công từ các công đoàn Hollywood khác là phi thường và "đáng chú ý, trái ngược với cuộc đình công vào năm 2007. Trong khi đó, Business Insider lưu ý rằng các tranh chấp nằm trong xu hướng phong trào lao động đang phát triển mạnh mẽ hơn trong thồi gian gần đây.
Tháng 7 năm 2023, ngay trước khi SAG-AFTRA tuyên bố đình công, Deadline Hollywood đưa tin rằng Liên minh các nhà sản xuất điện ảnh và truyền hình đang tìm cách sử dụng cách tiếp cận "chia để trị" đối với các liên đoàn Hollywood khác nhau. Bài báo nói rằng AMPTP sẽ không đàm phán với WGA, ít nhất là cho đến tháng 10, và dẫn lời một giám đốc điều hành hãng phim nói: "Kết cuộc là để mọi thứ kéo dài cho đến khi các thành viên công đoàn bắt đầu mất căn hộ và mất nhà." Bài báo và trích dẫn đã nhận được sự chú ý và phản ứng dữ dội từ cả các cơ quan truyền thông Hollywood, chẳng hạn như Entertainment Tonight, và các cơ quan không phải Hollywood, chẳng hạn như Vanity Fair và New York Daily News.